# Конституционный закон о правах национальных меньшинств в Республике Хорватии
Конституционный акт о правах национальных меньшинств в Республике Хорватии (хорв. Ustavni zakon o pravima nacionalnih manjina) ― конституционный закон, определяющий права национальных меньшинств в Хорватии. В своём нынешнем виде закон вступил в силу 23 декабря 2002 года. Предшествующий ему Конституционный закон о национальных и этнических общинах или меньшинствах был принят в декабре 1991 года в качестве предварительного условия признания международным сообществом независимости Хорватии от Социалистической Федеративной Республики Югославии. 
Закон иерархически подчинён Конституции Хорватии и должен соответствовать ей, но он выше всех государственных законов и подзаконных актов. Кроме того, были приняты два специальных закона для определения прав в отношении образования на языках меньшинств и конкретных прав на использование языков меньшинств в общественной жизни (Закон об использовании языков и письменности национальных меньшинств и Закон об обучении на языке и письменности национальных меньшинств). Кроме того, в самой Конституции Хорватии есть статьи, касающиеся защиты национальных меньшинств, и в её преамбуле (Izvorišne osnove Ustava RH) поимённо перечислены двадцать два национальных меньшинства в Хорватии, включая русских.

## История

### Конституционный закон о национальных и этнических общинах или меньшинствах

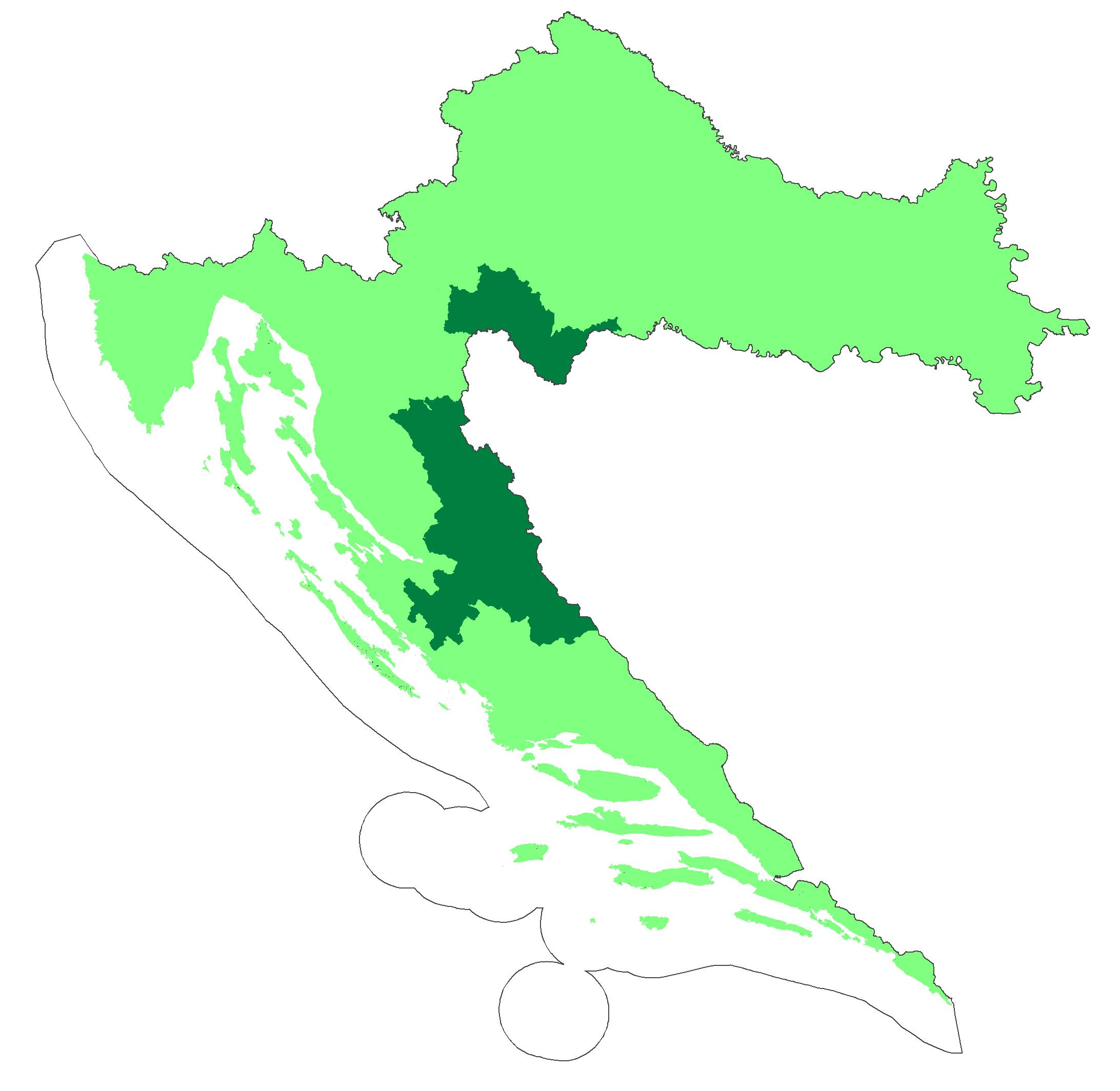
Два автономных округа Хорватии показаны темно-зеленым цветом.

В декабре 1991 года парламент Хорватии принял «Конституционный закон о правах человека и свободах и правах национальных и этнических общин или меньшинств в Республике Хорватия», который стал предпосылкой для международного признания Хорватии.
Со времён Социалистической Федеративной Республики Югославии Хорватия на юридическом уровне унаследовала относительно высокий уровень защиты коллективных прав меньшинств. Возникла, однако, проблема с защитой прав «новых меньшинств» или представителей других шести составляющих наций бывшего государства (сербы, словенцы, босняков, македонцев и черногорцев). Особенно остро обстояла ситуация с сербами Хорватии, имевшими статус государствообразующего народа в составе Социалистической Республики Хорватия.
В 1992 году Хорватия изменила закон, чтобы даровать право на политическую автономию в районах, где меньшинства фактически составляют большинство населения. В дополнение к праву иметь избранных представителей и широких прав на культурную автономию закон теперь предусматривал право создавать автономные районы в местах, где некоторые меньшинства составляют большинство согласно последней югославской переписи 1981 года. Однако на практике это положение так и не было реализовано, поскольку территории, удовлетворявшие условиям, входили в состав Республики Сербская Краина, которая тогда являлась отдельным непризнанным государством.
Конституционный закон предусматривал два вида контроля за его исполнением ― международный контроль и сотрудничество в его реализации с автономными округами.
В августе 1995 года после операции «Буря» Хорватия вернула контроль над большей частью территорий, прежде бывших в составе Сербской Краины, за исключением Восточной Славонии, Бараньи и Западного Срема, которые перешли под контроль ВАООНВС. Хорватский парламент первоначально временно приостановил применение положений закона, предоставляющих право на политическую автономию, что вызвало международную критику. Впоследствии это решение было отменено.
Одной из первых предпосылок начала вступления Хорватии в Европейский Союз было принятие нового закона о правах национальных меньшинств.

## Права

### Право иметь избранных представителей

#### Хорватский парламент

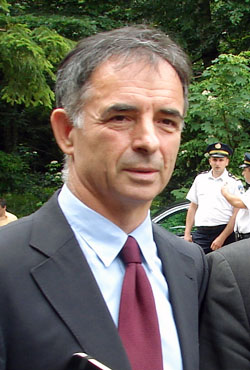
Милорад Пуповац ― один из представителей сербов Хорватии в хорватском парламенте

В соответствии с Конституционным законом о правах национальных меньшинств, национальным меньшинствам, которые составляют более 1,5% от общей численности населения Хорватии (ими являются только сербы Хорватии), гарантируется от одного до трёх мест в хорватском парламенте. Меньшинства, составляющие менее 1,5% от общей численности населения (другие народы), могут избирать в общей сумме 4 членов парламента.
Закон запрещал создание специального избирательного округа XII хорватского парламента для выборов представителей национальных меньшинств.

#### Региональный и местный уровень
В соответствии с Конституционным законом о правах национальных меньшинств, муниципалитеты и города, в которых меньшинства составляют от 5% до 15%, имеют право иметь одного представителя в местном совете. Если на местном уровне какое-либо меньшинство составляет более 15% или на муниципальном уровне более 5% населения, это меньшинство имеет право на пропорциональное представительство в местных и региональных советах.
В административных единицах, где национальное меньшинство имеет право на пропорциональное представительство в представительных органах, оно также имеет право на пропорциональное представительство в органах исполнительной власти. Меньшинства имеют право избирать заместителей муниципального/городского/городского мэра или заместителя муниципального префекта.
Национальные меньшинства имеют право на пропорциональное представительство в органах государственной власти и судебных органах пропорционально их числу в общей численности населения территории, на которой этот орган осуществляет свою юрисдикцию.
Для реализации этих прав представители национальных меньшинств имеют преимущественное право при приёме на работу, если они явно ссылаются на это право при подаче заявления и когда они в равной степени, как и другие кандидаты, отвечают всем другим критериям.

### Государственный совет по делам национальных меньшинств
Государственный совет по делам национальных меньшинств является автономным зонтичным органом национальных меньшинств на государственном уровне, который объединяет институты и защищает интересы национальных меньшинств в Хорватии. Этот орган, который занимается разноплановыми вопросами меньшинств в рамках Конституционного закона о национальных меньшинствах и всех других законов, касающихся национальных меньшинств.
Совет имеет право предлагать обсуждение прав национальных меньшинств в парламенте и правительстве Хорватии, особенно по вопросам, касающимся применения конституционного закона и специальных законов, регулирующих положение национальных меньшинств. Совет имеет право давать заключения и выдвигать предложения по программам общественных радио- и телестанций, а также предложения по реализации экономических, социальных и иных мер в регионах, традиционно или преимущественно населённых национальными меньшинствами. Кроме того, Совет имеет право запрашивать и получать необходимые данные и отчеты от государственных органов и органов местного и регионального управления.
В Совете есть три типа представительства. Все депутаты от меньшинств автоматически входят в Совет. Вторая группа, состоящая из пяти членов, представляет собой представителей национальных меньшинств от профессионального, культурного, религиозного и научного сообщества и представителей ассоциаций меньшинств, назначаемых Правительством по предложению ассоциаций, юридических лиц и граждан, принадлежащих к национальным меньшинствам. Третью группу составляют представители Совета по делам национальных меньшинств, в который входят семь членов.

### Советы национальных меньшинств

#### Сербский национальный совет
Сербский национальный совет (хорв. Srpsko narodno vijeće, серб. кир. Српско народно вијеће) является представительным политическим, консультативным и координирующим органом, действующим как орган самоуправления и институт культурной автономии сербов Хорватии в вопросах, касающихся гражданских прав и культурной самобытности. В центре внимания Совета находятся права человека, гражданские и национальные права, а также вопросы идентичности, участия и интеграции сербов Хорватии в хорватское общество. Советы регионального уровня существуют в городе Загреб и во всех жупаниях, кроме Крапинско-Загорской.

#### Объединённый совет муниципалитетов
Наряду с Сербским национальным советом интересы сербской этнической общины в Осьечско-Бараньской и Вуковарско-Сремской жупаниях дополнительно представляет Объединённый совет муниципалитетов, орган sui generis, созданный на основе Эрдутского соглашения. Организация функционирует как национальный координационный орган в этих двух жупаниях.

### План действий по реализации законов
Правительство принимает двухлетние планы действий по реализации конституционного закона. Так, на реализацию Плана действий на 2011―2013 годы правительство выделило 143 704 348 хорватских кун.

## Критика
По случаю десятой годовщины принятия Конституционного закона Сербский демократический форум направил заявление, в котором утверждалось, что закон служит только укреплению элит меньшинств и фактически не укрепляет права национальных меньшинств. По их мнению, Конституционный закон — это просто набор добрых пожеланий и европейских стандартов, которые при своей реализации постоянно сталкиваются с препятствиями со стороны государства и на местном уровне. Они добавляют, что советы национальных меньшинств не смогли реализовать свою роль и превратились в органы, не имеющие реальной власти в местных сообществах, а Совет национальных меньшинств стал политизированным институтом, посредством которого элиты меньшинств формируют свои собственные интересы, а не интересы сообществ меньшинств, которые они представляют.
В 2011 году Конституционный суд Хорватии отменил положение закона, которое гарантировало, что сербское меньшинство имеет право на три депутатских мандата в парламенте. Это положение ранее было принято как компромисс между частью представителей сербской общины и правительством Ядранки Косор после того, как правительство ввело двойное право голоса для всех меньшинств, кроме сербов. Суд указал на то, что никто не может гарантировать количество мест в парламенте, но правительство может ввести двойное право голоса для всех меньшинств в специальном избирательном округе для меньшинств и обычном территориальном округе.